# Schrämkrone
Eine Schrämkrone ist ein Werkzeug, das an Säulen-Schrämmaschinen eingesetzt wurde. Es gab bis zu fünf verschiedene Schrämkronentypen.

## Aufbau
Die Schrämkronen bestehen aus Werkzeugstahl und sind am oberen Ende mit gehärteten Schneiden besetzt. Bei einigen Typen waren die Schneiden auswechselbar. So konnten abgenutzte Schneiden vor Ort durch den Schrämhauer gegen neue Schneiden ersetzt werden, ohne dass die Schrämkrone ausgewechselt werden musste. Hierzu wurden die alten Schneiden einzeln aus der Schrämkrone seitlich herausgeschlagen und die scharfe Schneiden seitlich wieder eingeschlagen. Die Kronen hatten, je nach Kronentyp, eine Länge von 65 bis 90 Millimetern und besaßen zwischen drei und acht Schneiden.

## Einsatz
Kronen mit drei Schneiden zerkleinern das Gebirge nur sehr wenig und neigen dazu, in einer engen Schram festzuklemmen. Mehrschneidige Kronen sind besser einsetzbar und neigen nicht zum Festklemmen, sie arbeiten sich in der Schram auch besser wieder frei. Vielspitzige Kronen sind besonders gut für zähe Kohle geeignet. Auch Kohle, die mit Schwefelkies durchzogen ist, kann von den vielspitzigen Kronen besser bearbeitet werden. Aufgrund des beim Schrämen entstehenden Nachfalls liegen die Schramhöhen, die mit diesen Kronen erstellt werden können, je nach Kronentyp, zwischen 75 und 120 Millimeter.